# Corusca
Corusca Zhou & Li, 2013 è un genere di ragni appartenente alla famiglia Salticidae.

## Distribuzione
Le dieci specie sono diffuse in Cina.

## Tassonomia
Non sono stati esaminati esemplari di questo genere dal 2020.
Attualmente, a gennaio 2022, si compone di 10 specie:
- Corusca acris Zhou & Li, 2013 — Cina
- Corusca bawangensis Zhou & Li, 2013 — Cina
- Corusca falcata Zhou & Li, 2013 — Cina
- Corusca gracilis Zhou & Li, 2013[2] — Cina
- Corusca jianfengensis Zhou & Li, 2013 — Cina
- Corusca liaoi (Peng & Li, 2006) — Cina (Hainan)
- Corusca sanyaensis Zhou & Li, 2013 — Cina
- Corusca setifera Zhou & Li, 2013 — Cina
- Corusca viriosa Zhou & Li, 2013 — Cina
- Corusca wuzhishanensis Zhou & Li, 2013 — Cina